# Parafia Najświętszego Serca Pana Jezusa w Wieczynie
Parafia Najświętszego Serca Pana Jezusa w Wieczynie – parafia rzymskokatolicka znajdująca się w diecezji kaliskiej, w dekanacie Żerków.